# Fernando Pontes
Fernando Pontes fue un escritor y dramaturgo español de principios del siglo XX.

## Vida
Poco se sabe sobre este autor, fuera de lo que cuenta la Enciclopedia universal ilustrada europeo americana de Espasa Calpe en su Apéndice octavo. Fue colaborador de La Escuela Moderna y escribió sobre todo teatro ligero. Destacó como autor de relatos, algunos de los cuales reunió en Cuentos maravillosos y cuentos cómicos, 1910. También fue uno de los pioneros en cultivar el género de la novela policiaca en España.

## Obras
- Han matado a Loriol
- Los casos del inspector Delbet
- El sueño de Quiñones
- El anarquista
- El conformador
- Al pie de la letra
- Una aventura arqueológica
- El hombrecillo de confetti
- La pluma dorada
- Los regalos de Muley el Arabi
- Las distracciones de Mirilla
- El Kso Bnitz, 1909, revista
- La Mari, 1910
- Cuentos maravillosos y cuentos cómicos, <Madrid, 1910.
- La casa de las cosas raras. Pánico en Roma, 1943